# Jean-Monnet-Preis
Der Jean-Monnet-Preis ist eine Auszeichnung für Persönlichkeiten und Projekte, die sich um die europäische Integration und Einigung verdient gemacht haben.
Der Preis wurde nach Jean Monnet benannt, einem der Wegbereiter und Gründerväter der Europäischen Gemeinschaft. Die Auszeichnung ist mit 1.500 Euro dotiert und wird jährlich von der französischen Nichtregierungsorganisation European Constitution verliehen.
In den Jahren 2018 und 2019 wurde der Preis unter der Schirmherrschaft der Europäischen Kommission verliehen. In den Jahren 2019 und 2020 erfolgte die Verleihung unter der Schirmherrschaft des Europäischen Parlaments.

## Preisträger
- Jean-Monnet-Preis 2018: #FreeInterrail[2]
  - Zweiter Preis: Political Critique von European Alternatives and Krytyka Polityczna
  - Dritter Preis: UE Lib’
- Jean-Monnet-Preis 2019: Gesprächsformat Europe Talks, Kooperation von Zeit Online, Arte, Der Standard, Financial Times und anderen[3]
  - Zweiter Preis: “The Albanian society towards full integration into the European family”, Universität Tirana
  - Dritter Preis: Toi d’Europe
- Jean-Monnet-Preis 2020: Home is Where the Herz is, Projekt von Metropole – Vienna in English[4]
  - Zweiter Preis: Mia Europo
  - Dritter Preis: Voters Without Borders
- Jean-Monnet-Preis 2021: Youth Cluster[5]
  - Zweiter Preis: MeetEU
  - Dritter Preis: MEPassistant twich chanel